# Junya Tanaka
Junya Tanaka (田中 順也, Tanaka Junya, Tokio, 15 juli 1987) is een Japans voetballer die als aanvaller speelt bij Vissel Kobe. Hij tekende op 29 juni 2014 een vijfjarig contract bij Sporting Lissabon, dat hem overnam van Kashiwa Reysol. Tanaka debuteerde in 2012 in het Japans nationaal elftal.

## Carrière
Tanaka tekende in 2009 zijn eerste profcontract bij Kashiwa Reysol, waar hij tot 2014 speelde.

## Statistieken
| Japans voetbalelftal | Japans voetbalelftal | Japans voetbalelftal |
| Jaar                 | Wed.                 | Dlp.                 |
| -------------------- | -------------------- | -------------------- |
| 2012                 | 1                    | 0                    |
| 2013                 | 0                    | 0                    |
| 2014                 | 3                    | 0                    |
| Totaal               | 4                    | 0                    |